# Kościół św. Stanisława w Smęgorzowie
Kościół św. Stanisława w Smęgorzowie – rzymskokatolicki kościół parafialny znajdujący się w Smęgorzowie w powiecie dąbrowskim województwa małopolskiego.

## Historia kościoła
Kościół został zbudowany w latach 1958-1966 według projektu Zygmunta Gawlika pod kierunkiem budowniczego Romana Kurka. Konsekrowany został 30 października 1966 r. przez biskupa tarnowskiego Jerzego Ablewicza. Wnętrze kościoła, tj. ścianę ołtarzową, chrzcielnicę, ambonę z płaskorzeźbami ewangelistów według projektu Jana Gotwalda wykonał Stefan Ścira. Witraże według projektu Łukasza Karwowskiego oraz Bolesława Szpechta wykonano w Pracowni Witraży Krzysztofa Paczki i Andrzeja Cwilewicza. W kościele znajduje się także epitafium ks. Stanisława Skirło projektu Bolesława Chromego.